# 산내초등학교 (대전)
산내초등학교는 대한민국 대전광역시 동구 낭월동에 있는 공립 초등학교이다.

## 학교 연혁
- 1920년 6월 20일 산내공립보통학교 개교(삼괴리)
- 1937년 7월 1일 현 교사(낭월리)로 이전
- 1938년 4월 1일 산내공립심상소학교로 개칭[1]
- 1941년 4월 1일 산내공립국민학교로 개칭[2]
- 1949년 12월 31일 산내국민학교로 개칭
- 1983년 3월 11일 병설유치원 개원
- 1996년 3월 1일 산내초등학교로 개칭[3]
- 2020년 6월 20일 100주년 개교기념일
- 2022년 2월 15일 제97회 졸업(총 졸업생 : 11,738명)
- 2022년 3월 1일 34학급(특수2, 특별1) 편성
- 2023년 1월 9일 제98회 졸업(총 졸업생 : 11,865명)
- 2023년 3월 1일 31학급 편성(일반 29, 특수2)

## 참고 자료
- 산내초등학교 - 한국교육학술정보원 학교알리미